# Melanophthalma gomyi
Melanophthalma gomyi is een keversoort uit de familie schimmelkevers (Latridiidae). De wetenschappelijke naam van de soort werd in 1972 gepubliceerd door Roger Dajoz.